# De Glip
De Glip is een voormalige buurtschap ten zuiden van Heemstede, dat al sinds 1653 onderdeel is van dezelfde heerlijkheid Heemstede.
De gemeente Heemstede heeft zich nooit ontwikkeld vanuit een centrale dorpskern, maar vanuit meerdere bewoningskernen of buurtschappen die op een zeker moment samensmolten tot het huidige dorp. Een van deze buurtschappen was De Glip, ook wel 'Princebuurt' genoemd (naar prins Willem I van Oranje-Nassau).
De Princebuurt wordt als zodanig al in 1580 in een akte vermeld. De naam De Glip verschijnt pas in de loop van de 17e eeuw in de bronnen. Aanvankelijk vormde De Glip de kern van Bennebroek (ook een deel van de heerlijkheid Heemstede). In 1653 werd Bennebroek zelfstandig en kwam al het land ten noorden van de Swartsenburgerlaan - waaronder buurtschap De Glip - bij Heemstede.